# Mary Elizabeth Mastrantonio
Mary Elizabeth Mastrantonio (født 17. november 1958 i Lombard i Illinois) er en amerikansk skuespiller og sanger. Hun debuterede på Broadway i en ny-premiere af West Side Story i 1980. Mastrantonio spillede Gina Montana, søsteren til Al Pacinos rollefigur, i filmen Scarface (1983). Hun blev nomineret til en Oscar for bedste kvindelige birolle for rollen som Carmen i filmen The Color of Money (1986). Mastrantonio har haft roller i film som Scarface (1983), The Abyss (1989), Robin Hood – Den Fredløse (1991) og The Perfect Storm (2000). I 2003 blev hun nomineret til Tony-prisen for bedste kvindelige hovedrolle i en musical for indsatsen i en ny-premiere af Manden fra La Mancha på Broadway. Mastrantonio spiller Kelly Kessler Burkhardt i tv-serien Grimm (2012–17).

## Filmografi

### Film
| År   | Titel                         | Rolle                    | Noter |
| ---- | ----------------------------- | ------------------------ | --- |
| 1982 | The King of Comedy            | Extra in crowd scene     | Ukrediteret |
| 1983 | Scarface                      | Gina Montana             | |
| 1986 | The Color of Money            | Carmen                   | Nominated – Academy Award for Best Supporting Actress Nominated – Golden Globe Award for Best Supporting Actress – Motion Picture Nominated – New York Film Critics Circle Award for Best Supporting Actress |
| 1987 | Slam Dance                    | Helen Drood              | |
| 1989 | The January Man               | Bernadette Flynn         | |
| 1989 | The Abyss                     | Lindsey Brigman          | Nominated – Saturn Award for Best Actress |
| 1990 | Fools of Fortune              | Marianne                 | |
| 1991 | Class Action                  | Maggie Ward              | |
| 1991 | Robin Hood: Prince of Thieves | Maid Marian              | Nominated – MTV Movie Award for Best Female Performance Nominated – Saturn Award for Best Supporting Actress                                                                                                 |
| 1992 | White Sands                   | Lane Bodin               | |
| 1992 | Consenting Adults             | Priscilla Parker         | |
| 1995 | Three Wishes                  | Jeanne Holman            | |
| 1995 | Two Bits                      | Luisa Spirito            | |
| 1999 | Limbo                         | Donna De Angelo          | Nominated – Las Vegas Film Critics Society Award for Best Actress |
| 1999 | My Life So Far                | Moira "Mumsie" Pettigrew | |
| 2000 | The Perfect Storm             | Linda Greenlaw           | |
| 2003 | Standing Room Only            | Maria                    | Short film, later included in the compilation film Stories of Lost Souls |
| 2015 | Amok                          | Dorothy                  | |

### Tv
| År        | Titel                        | Rolle                   | Noter                                                                              |
| --------- | ---------------------------- | ----------------------- | ---------------------------------------------------------------------------------- |
| 1985      | Mussolini: The Untold Story  | Edda Mussolini-Ciano    | Miniseries                                                                         |
| 1991      | Uncle Vanya                  | Yelena                  | Television film                                                                    |
| 1995      | Frasier                      | Eileen                  | Voice                                                                              |
| 1999      | Witness Protection           | Cindy Batton            | Television film                                                                    |
| 2004      | The Brooke Ellison Story     | Jean Ellison            | Television film, Gracie Allen Award for Outstanding Female Lead in a Drama Special |
| 2005–2006 | Without a Trace              | Anne Cassidy            | Recurring role, 9 episodes                                                         |
| 2008      | Hallmark Hall of Fame        | Gayle Russell           | Anthology series, Film: "The Russell Girl"                                         |
| 2010      | Law & Order: Criminal Intent | Capt. Zoe Callas        | Main role (season 9), 14 episodes                                                  |
| 2012–2017 | Grimm                        | Kelly Burkhardt         | Recurring role, 7 episodes                                                         |
| 2013      | Blue Bloods                  | Sophia Lanza            | 1 episode                                                                          |
| 2013      | Hostages                     | First Lady Mary Kincaid | Recurring role, 6 episodes                                                         |
| 2015–2016 | Limitless                    | Nasreen 'Naz' Pouran    | Main role                                                                          |
| 2017–2019 | The Punisher                 | Marion James            | Recurring role                                                                     |
| 2018–2020 | Blindspot                    | Madeline Burke          | Recurring role (season 4), 14 episodesMain role (season 5), 8 episodes             |

### Scene
| År        | Titel                          | Rolle                                                     | Teater                    |
| --------- | ------------------------------ | --------------------------------------------------------- | ------------------------- |
| 1980–1983 | Amadeus                        | Katherina Cavalieri / Citizen of Vienna / Constanze Weber | Broadhurst Theatre        |
| 1981      | Copperfield                    | Dora Spenlow                                              | ANTA Playhouse            |
| 1983      | Sunday in the Park with George | Celeste No. 2 / Linda Cash                                | Playwrights Horizons      |
| 1983–1984 | The Human Comedy               | Bess Macauley                                             | Anspacher Theatre         |
| 1983–1984 | The Human Comedy               | Bess Macauley                                             | Royale Theatre            |
| 1984      | Henry V                        | Katherine                                                 | Delacorte Theatre         |
| 1985      | A Christmas Carol              | Ghost of Christmas Past                                   | Symphony Space            |
| 1985      | Measure for Measure            | Isabella                                                  | Delacorte Theatre         |
| 1985      | The Marriage of Figaro         | Suzanne                                                   | Circle in the Square      |
| 1987      | The Knife                      | Jenny                                                     | The Public Theater        |
| 1989      | Twelfth Night                  | Viola                                                     | Delacorte Theatre         |
| 1996      | Northeast Local                | Gi                                                        | Mitzi E. Newhouse Theater |
| 2002      | Man of La Mancha               | Aldonza                                                   | Martin Beck Theater       |
| 2004      | Grand Hotel                    | Elizaveta Grushinskaya                                    | Donmar Warehouse          |
| 2009      | A View from the Bridge         | Beatrice                                                  | Duke of York's Theatre    |
| 2013      | The Winslow Boy                | Grace Winslow                                             | American Airlines Theatre |